# 基爾扎奇河

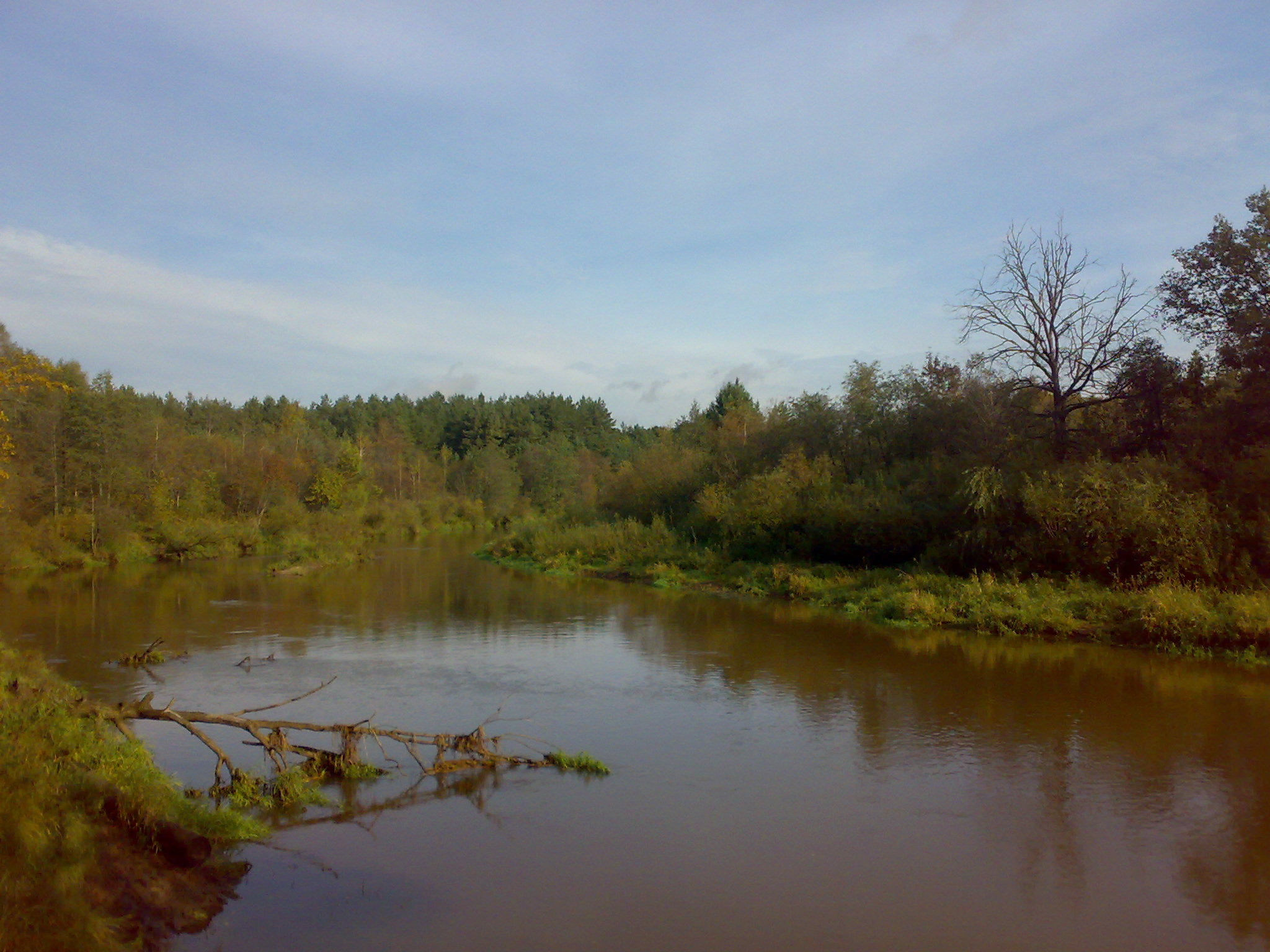
基爾扎奇河

基爾扎奇河是俄羅斯的河流，流经弗拉基米爾州和莫斯科州，屬於克利亞濟馬河的左支流，河道全長133公里，流域面積1,820平方公里，最大深度4米，河道最大闊度70米，河畔城鎮有基爾扎奇。